# وادي عرعر

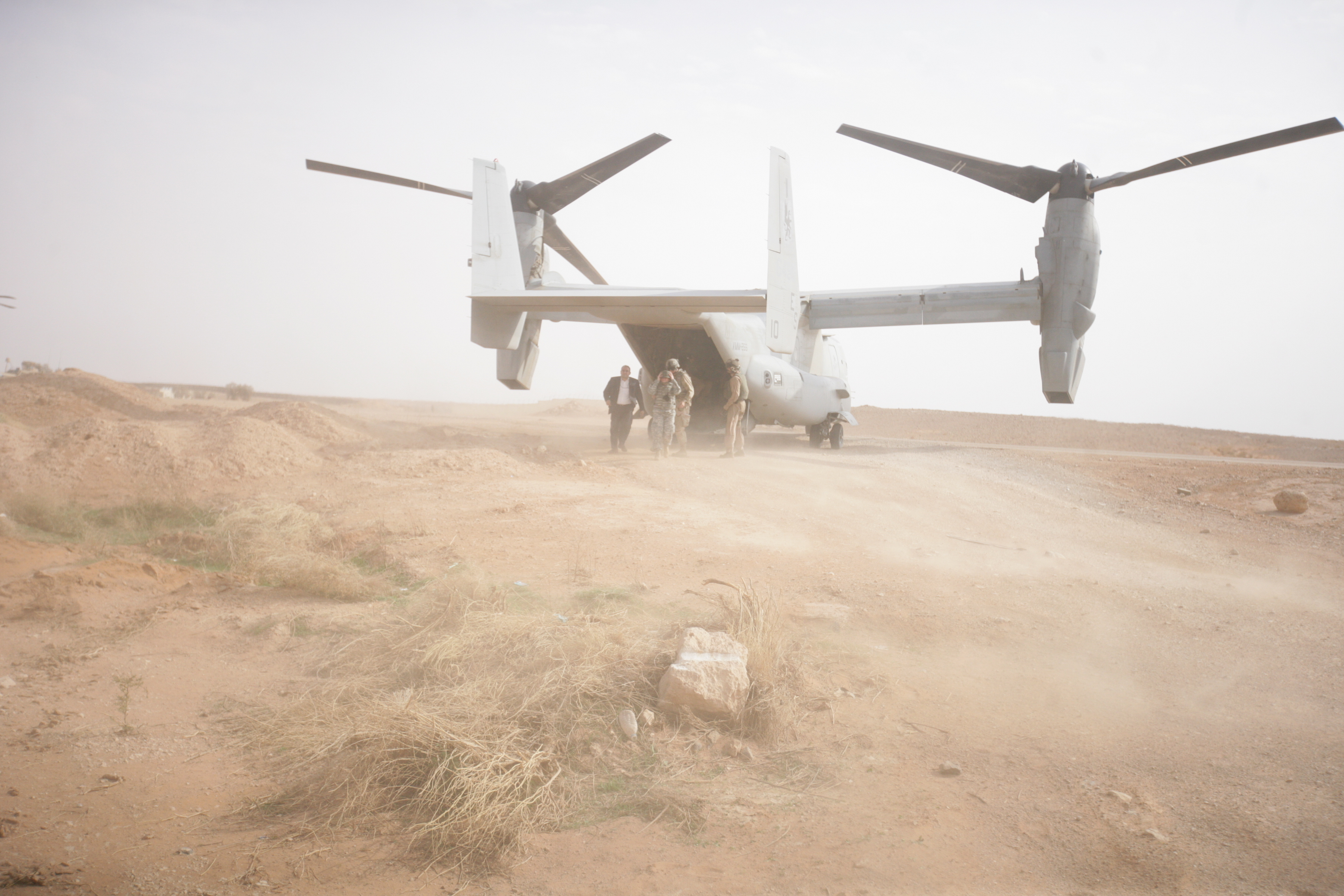
منطقة عرعر، العراق.

وادي عرعر هو وادي في الجزء الأوسط من منطقة الحدود الشمالية بالمملكة العربية السعودية وفي غرب العراق. يبدأ وادي عرعر حوالي 125 كم من مدينة عرعر، ويتدفق جنوب غرب البلاد إلى الشمال الشرقي، خلف مدينة عرعر ويندمج مع العديد من الوديان والشعب، قبل عبور الحدود العراقية، تتركز أغلب منابع الوادي في الأجزاء الشمالية الشرقية من أراضي المملكة العربية السعودية إذ فيها ثلاثة أرباع مساحة الوادي حتى يدخل الأراضي العراقية ويصب عند فيضة الأمغر.

## موقع
يقع الوادي بين خطي العرض 31 ° 00 ' N و30 ° 45'N وخطي الطول 40 ° 30' E و41 ° 05 'E.
يعد الوادي أحد الأودية التي تفرغ في وادي الفرات في العراق، يعتبر من أكبر هذه الوديان إلى جانب وادي الخر. يقع على ارتفاع 568 متر فوق مستوى سطح البحر.

## جيولوجيا
على طول مساره، تتكون القاعدة الصخرية الإقليمية والتي تكون في الغالب من الحجر الجيري من العصر الطباشيري والحجر الرملي مع طبقات بسيطة من الدولوميت ‏ والطمي. هناك أيضا وديان وشعب واسعة النطاق في جميع أنحاء المنطقة. يعد وادي عرعر من أوسعها في المنطقة.

## سدود
تم إنجاز سد مائي مبني بالتراب المغلف بالخرسانة على وادي عرعر والذي يقع في محافظة عرعر بمنطقة الحدود الشمالية في المملكة العربية السعودية. وهو بارتفاع 9 أمتار وسعة تخزينية تصل إلى 10,366,000 متر مكعب، بهدف الحماية والاستعاضة وتوفير المياه للشرب والزراعة.

## تأهيل وادي عرعر
تم اعتماد خطة تأهيل وادي عرعر تنمويا وبيئيا، من بينها حماية مكونات الوادي من التلوث، وإعادة التنوع الأحيائي للوادي. وتستهدف الخطة إلى تحقيق الاستدامة البيئية عن طريق الحد من التلوث ومقاومة التصحر بتطوير الغطاء النباتي والاستثمار الأمثل للموارد المائية المعالجة، وذلك في إطار رؤية 2030.

## وصلات خارجية
- خريطة عرعر الطبوغرافية